# Humanejos
Humanejos también conocido como Umanexos fur una población desaparecida de España, hoy perteneciente al término municipal de Parla Madrid.

## Historia
Estudios de restos arqueológicos hallados en la zona donde se asentaba el poblado de Humanejos hoy día término municipal de Parla, revelan que vivieron hombres de la Edad de Piedra, muy cerca del arroyo Humanejos donde tenían abastecimiento de agua, además de vivir de cultivo y caza. Por otro lado también hay numerosos restos arqueológicos de la época celtíbera en el yacimiento de Humanejos conocido también como yacimiento de la iglesia ya que antiguamente existió la antigua Iglesia gótico-mudéjar de Humanejos de los santos Justo y Pastor, la cual viene reflejada en las relaciones topográficas de Felipe II junto a las desaparecidas casas palacios de Pedro de Herrera, también era muy conocida la antigua fuente de la Presa de Humanejos que estaba empedrada cerca del arroyo, venían desde la capital de Madrid a por sus aguas, además de que en el mapa del instituto geográfico nacional de 1876 aparecen reflejadas las ventas de Humanejos que se ubicaban en las cercanías de la antigua iglesia.
Los primeros pobladores de Humanejos, se beneficiaban de la agricultura, la abundante agua en pozos y una pequeña parte a la ganadería, tras una época difícil decidieron abandonar el pueblo, dividiéndose en dos grupos formando dos nuevas aldeas. Unos crearon Humanes y otros crearon lo que hoy es Parla, sobre el antiguo Camino Real a Toledo. 
En 1348 Humanejos permanecería despoblado hasta que en 1481 se produjo una repoblación con vecinos de aldeas y villas cercanas como Parla, Pinto y Torrejón de Velasco. En el año 1649 Humanejos se despobló definitivamente, sus últimos habitantes se trasladarían a vivir a Parla, el cual se inició el proceso por el que el territorio de Humanejos pasó a integrarse en el de Parla.